# Flindersia australis
Flindersia australis är en vinruteväxtart som beskrevs av Robert Brown. Flindersia australis ingår i släktet Flindersia och familjen vinruteväxter. Inga underarter finns listade i Catalogue of Life.